# 广州大学城体育中心

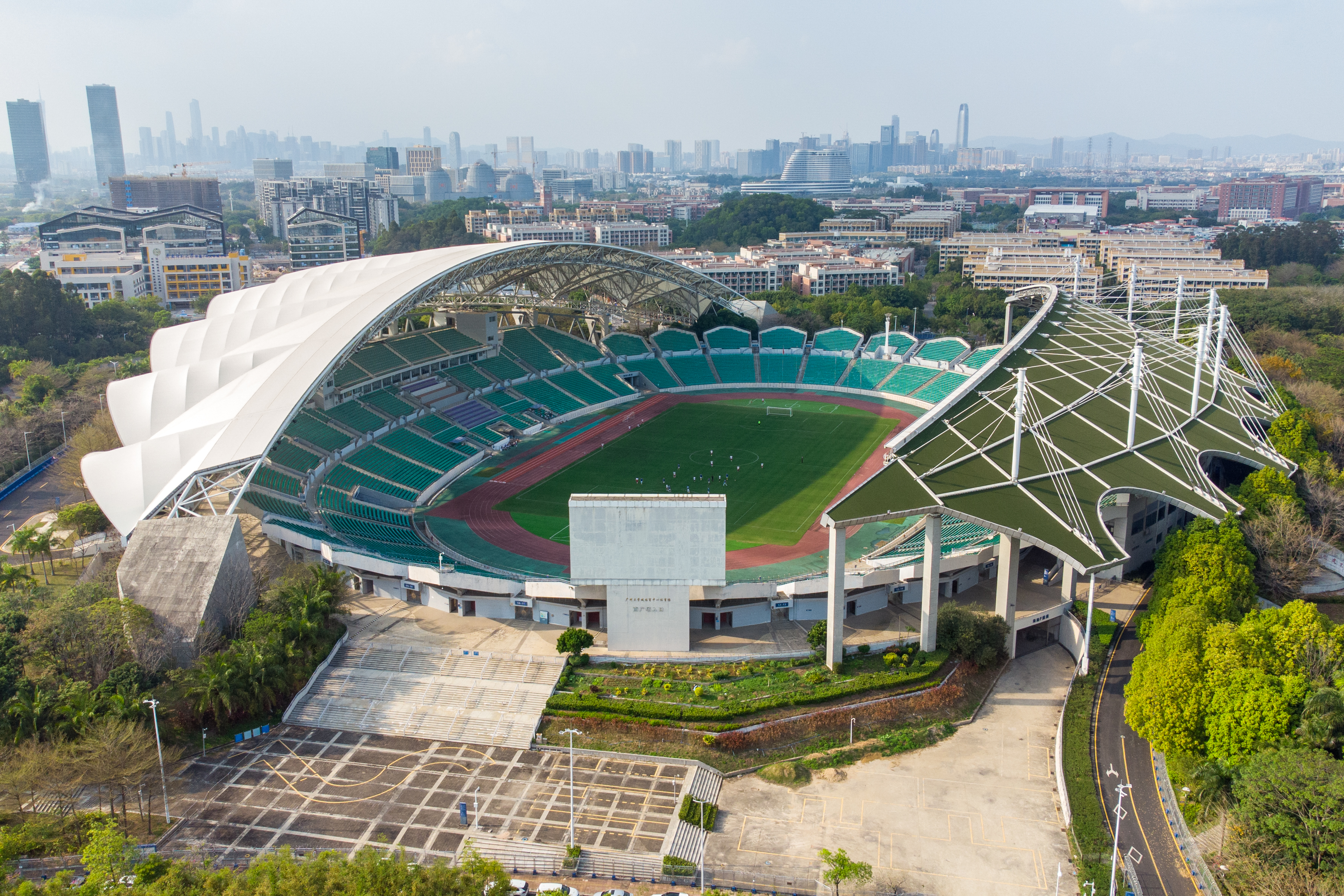
体育场

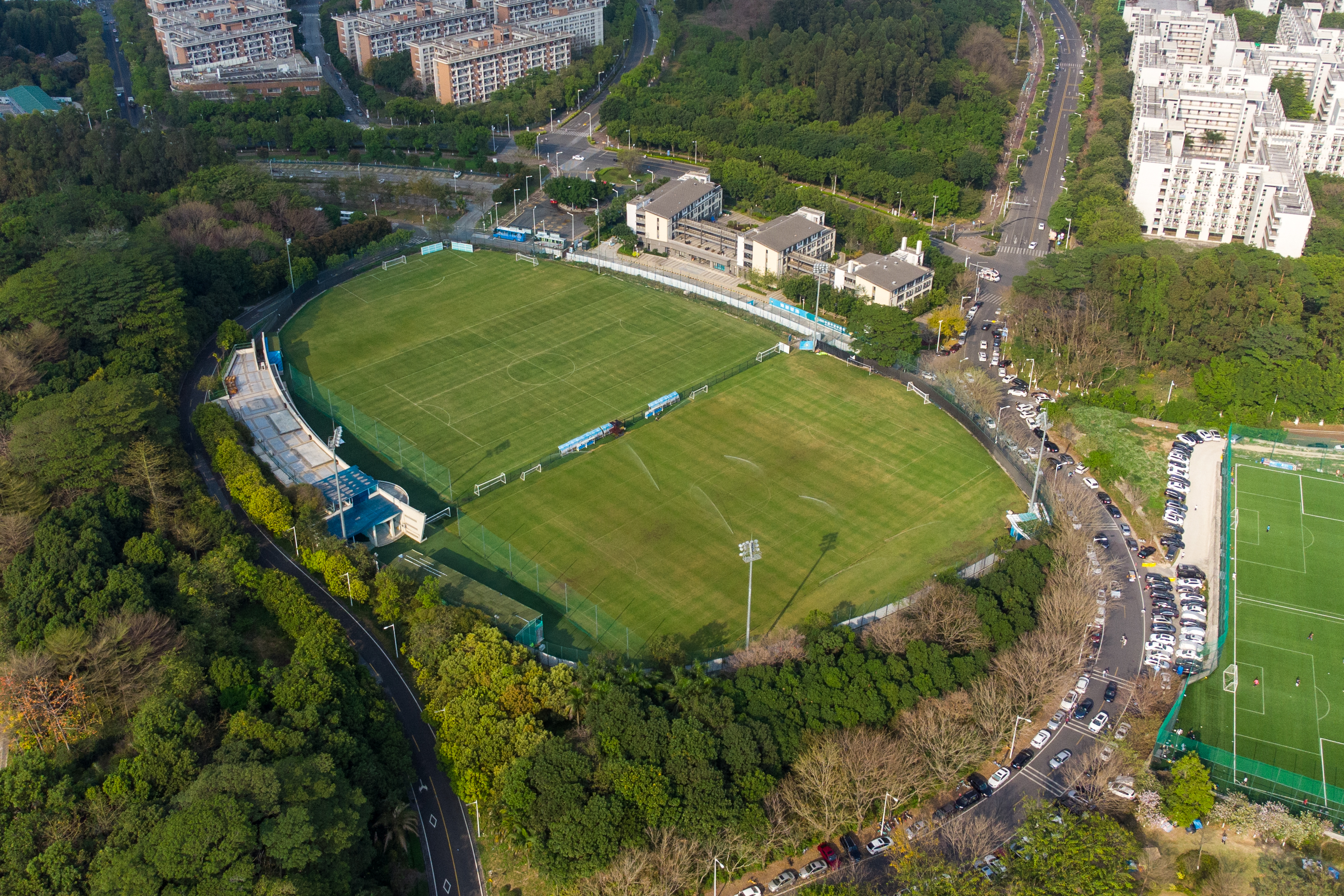
体育场副场

广州大学城体育中心，位于中国广州市番禺区小谷围岛中心地带、广州大学城中心区生态公园的北端，总占地面积约40万平方米，规模仅次广东奥林匹克体育中心、天河体育中心，是广州市第三大体育场馆群，设有按国际标准建设的体育场（含副场）、自行车馆、轮滑场、小轮车场、攀岩场和滑板场等6个公共体育场馆，总投资6.83亿人民币，是2010年第16届亚运会的主要比赛场馆，目前由广州市体育局管理。2015年作为广州富力的临时主场。2021年作为中超联赛广州赛区比赛场馆。

## 场馆

### 体育场
又称广州大学城中心区体育场，于2007年5月落成，体育场占地面积约26万平方米，由一个大型主体育场和一个体育场组成，主、副体育场均有一块正规的天然足球比赛草坪和一条标准的400米PU田径跑道。主体育场屋顶为“绿白”两色组合，寓意“云山珠水”，设有约4万个座位，为广州第三大体育场。2016年，广州富力足球俱乐部（现广州城足球俱乐部）承租该体育场副场20年，用作球队的训练基地。

### 极限运动公园
由“一馆四场”（自行车馆、小轮车场、轮滑场、滑板场、攀岩场）组成，总占地面积约14万平方米，是全球最大的极限运动公园。2014年10月12日试运营，2015年1月1日起正式开放。

#### 自行车馆
于2010年8月落成，占地面积约2.4万平方米，造型像一个硕大的银色自行车头盔，现为华南地区最大、设备最先进的自行车馆，馆内有一条250米长、7.5米圆形专业木质赛道，设有3000个座位。

#### 小轮车场
占地面积1200平方米，拥有达到国际比赛标准的BMX泥地竞速赛道。

#### 轮滑场
占地4600平方米，有一条200米长的速度轮滑赛道。

##### 滑板场
2014年10月12日对外开放，占地1.6万平方米，设有U型槽、碗池、高速滑道和公园街区等运动设施，分为初级训练区、中级训练比赛区和高级比赛区，适用于滑板、直排轮、极限单车等极限运动项目。

#### 攀岩场
占地7000平方米，设8条速度赛道、20条难度赛道、12条攀石赛道及青少年练习墙和儿童练习墙，是目前亚洲最高规格的攀岩场之一。

## 主要活動
廣州大學城體育中心體育場經常作為各類演出及商業演唱會及體育的舉辦場地。

### 體育比賽
- 2007年第八届全国大学生运动会开幕式、闭幕式及部分项目[5]
- 2010年广州亚运会的部分项目
- 中超球隊广州城（原广州富力）的部分主場賽事
- 2020年东京奥运会女子7人制橄榄球亚洲区资格赛[6]
- 2021賽季中超聯賽廣州賽區部分賽事[7]
- 2023年中国足球协会会员协会冠军联赛全国总决赛广州影豹主场

### 演唱會
- 2016年9月30日 - 陳奕迅 2015 ANOTHER EASON's LIFE 世界巡迴演唱會
- 2017年3月25日、26日 - 五月天 人生無限公司巡迴演唱會
- 2021年11月27日、28日 - 薛之谦  天外來物巡迴演唱會[8]
- 2023年8月26日 - 张信哲 未来式2.0世界巡回演唱会[9]
- 2023年12月2日、3日 - 华晨宇 火星演唱会[10]
- 2023年12月10日 - 古巨基 我好钟意唱歌巡回演唱会[11]
- 2025年4月12日 - 林憶蓮 迴響 Resonance 2025 巡迴演唱會
- 2025年5月10日 - 張惠妹 ASMR Maxxx世界巡迴演唱會[12]
- 2025年6月28、29日 - 王源 宇宙超級無敵大狂歡巡迴演唱會[13]
- 2025年9月20、21日 - Evolution Nic Live 謝霆鋒進化演唱會